# Magyar Helsinki Bizottság
A Magyar Helsinki Bizottság (röviden: Helsinki Bizottság) az emberi jogok védelmére 1989-ben alapított magyarországi egyesület. Hivatásszerű jogvédelemmel 1994–95 fordulója óta foglalkozik. Alapítója és első elnöke Kőszeg Ferenc volt. Társelnökei 2007 óta Kádár András Kristóf és Pardavi Márta.

## Céljai
„A Magyar Helsinki Bizottság figyelemmel kíséri a nemzetközi emberi jogi dokumentumokban biztosított emberi jogok magyarországi érvényesülését, és a közvélemény tájékoztatása mellett jogi segítséget nyújt mindazoknak, akik a Bizottság tevékenységi körébe tartozó jogsérelemmel fordulnak hozzá.”
A szervezet mércéje az Emberi Jogok Európai Egyezménye és az Európai Unió Alapjogi Chartája. Kiemelt figyelmet fordít a kínzás tilalma, a személyi szabadság, a védelemhez való jog és az egyenlő bánásmód követelményeinek érvényesülésre. A Helsinki Bizottság a menekülők, oltalomra szoruló külföldiek és fogvatartottak jogainak, valamint a demokratikus jogállam intézményrendszerének elkötelezett védelmezője.

## Tevékenységi területei

### Menekülők jogvédelme
Az ország több városában évente mintegy ezer menedékkérőnek nyújt jogi segítséget, sokszor jogi képviseletet. 2013-ban a 129 általa menedékjogi eljárásban képviselt ügyfelének a 82 százaléka részesült valamilyen menedékjogi védelemben. Jogi specialitása: hontalan, idegenrendészeti vagy menekültügyi őrizetben lévő, illetve kísérő nélküli menedékkérő külföldiek jogvédelme.

### Fogvatartottak jogainak védelme
2017-ig az egyetlen olyan magyar civilszervezet volt, amelyiknek lehetősége volt az összes büntetés-végrehajtási intézetet és rendőrségi fogdát látogatni, monitorozni. Egy 1999-ben az állami szervekkel kötött és azóta több alkalommal megújított megállapodás alapján több száz ilyen látogatásra került sor. A legutóbbi években elsősorban a büntetés-végrehajtási intézetekre és a javítóintézetekre koncentrált. Évente mintegy száz fogvatartottnak adott jogi tanácsot, és a legkirívóbb esetekben ügyvédi képviseletet is biztosított. A sértetteket eredményesen képviselte több strasbourgi perben is. A leghatározottabban fellépett a krónikus börtönzsúfoltság miatt embertelen bánásmóddal szemben.

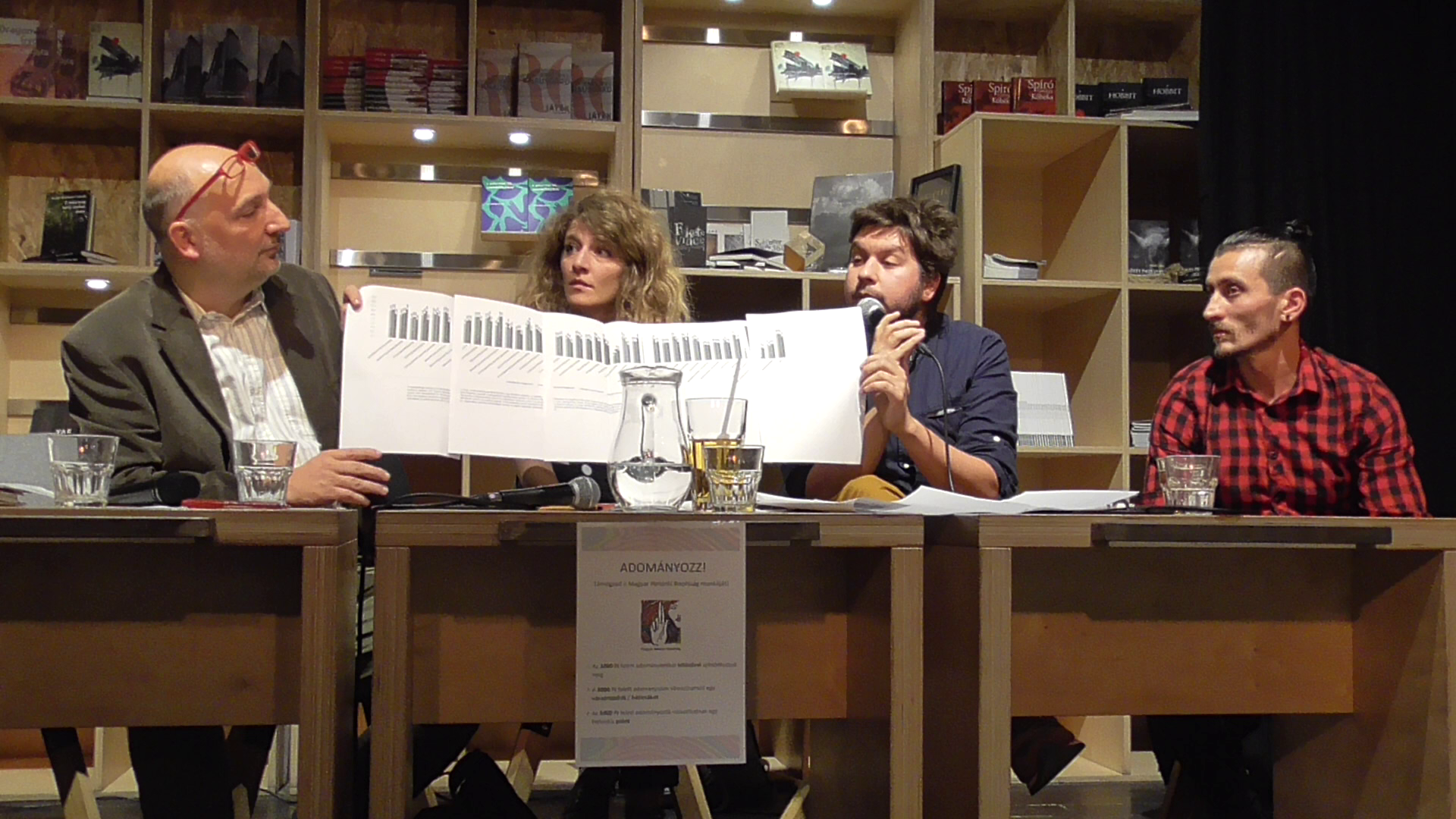
A Magyar Helsinki Bizottság a börtönök túlzsúfoltsági helyzetét mutatja be egy előadáson 2018 novemberében

2017. október elsejei hatállyal azonban a Büntetés-végrehajtás Országos Parancsnoksága (BVOP) egyoldalúan felmondta a 18 éve élő kétoldalú megállapodást a Magyar Helsinki Bizottsággal. Az országos parancsnok arra hivatkozott, hogy „... a megállapodás nélkül is biztosíthatók a fogvatartottak jogai“. Ezzel szemben viszont közös európai felismerés, hogy a civil világnak és a börtönök világának közelítése a büntetés-végrehajtás és a fogvatartottak közös érdeke.

### Jog a tisztességes eljáráshoz
Fellép az állampolgárt sújtó hatósági önkénnyel és hatósági passzivitással szemben. Automatikusan elrendelt, indokolatlan előzetes letartóztatások ellen többször is eredményesen lépett fel hazai és nemzetközi bírói fórumokon. A szegények megfelelő képviseletét ellátni képtelen kirendelt védői rendszer megreformálását hosszú ideje szorgalmazza; elsősorban a kirendelés körülményeit alakítaná át, mert rászorulók esetében ma a rendőrök döntenek arról, ki legyen az állam által fizetett ügyvéd.

### A rendőri tevékenység ellenőrzése
Kezdetektől a Helsinki Bizottság egyik speciális szakterületének számít a rendőri bántalmazások elleni fellépés és a sértettek képviselete. A szervezet régóta bírálja a hazai igazoltatási gyakorlatot, leginkább azt, hogy a rendőrök indokolatlanul, illetve részrehajlóan igazoltatnak „látható kisebbséghez tartozókat”, romákat és külföldieket.

### Diszkrimináció áldozatainak jogvédelme
Pusztán kisebbségi csoporthoz tartozásuk miatt joghátrányt szenvedők (fiatal, idős, állapotos, nő, beteg, menekült, roma, LMBTQIA+ emberek stb.) képviselete.

### A jogállam védelme
Általánosságban az alkotmányosság, a fékek és ellensúlyok rendszerének védelme, vagyis a liberális demokrácia és intézményeinek védelme a politikai hatalom hegemón törekvéseivel szemben. A Helsinki Bizottság különösen és az Alaptörvény tervezetének tárgyalása és a már elfogadott új alkotmány módosításai során bírálta a kormányerők törekvéseit. 2010 óta az Eötvös Károly Intézettel és a TASZ-szal közösen működtetett projektben tárja fel, dokumentálja a végrehajtói hatalom jogállamromboló manővereit. E munka során többször tájékoztatta, adott szakvéleményt az Európa Tanács Velencei Bizottságának, az Európai Bizottságnak és az Európai Parlament frakciónak és testületeinek.

### Egyebek
Emberi jogi képzések, szakmai kutatások és publikációk; a Refugee Law Readernek, a világ első számú internetes menedékjogi tantervmodelljének és szöveggyűjteményének kiadása és gondozása; jogszabálytervezetek véleményezése; alternatív emberi jogi jelentések készítése nemzetközi fórumokhoz.

## Előzményei
- Az Egyesület neve arra utal, hogy 1975-ben Helsinkiben írták alá Európa és Észak-Amerika számos országának kormányai a Helsinki záróokmányt, amelyben kötelezettséget vállaltak, hogy tiszteletben tartják az emberi jogokat, a lelkiismeret szabadságát, biztosítják a vélemény-nyilvánítás szabadságát és az információk szabad áramlását. 1976-ban a Szovjetunióban emberi jogi aktivistákat, a Moszkvai Helsinki Csoport tagjait tartóztattak le, majd bebörtönözték, illetve kényszermunkára ítélték őket. Legismertebbek közülük Jurij Orlov és Ljudmila Alekszejeva.[1]
- Közép- és Kelet-Európa-szerte, így Magyarországon is akadtak emberek, akik Helsinkire hivatkozva kihívó módon élni kezdtek emberi jogaikkal, mert azt vallották, hogy bármi álljon is az írott jogszabályokban, az embernek vannak elidegeníthetetlen emberi jogai.

Ebben a szellemben alakult meg 1983-ban az Emberi Jogok Nemzetközi Helsinki Szövetsége, amelynek első rendezvényére 1985 októberében Budapesten került sor. Az amerikai Helsinki Watch társrendezésével megvalósított ún. „alternatív kulturális fórumot” a magyar pártállamnak nem sikerült megakadályozni, így illusztris külföldi vendégek (mások mellett Hans Magnus Enzensberger, Ámosz Oz, Susan Sontag, Danilo Kiš, Timothy Garton Ash, Jiři Grusa) eszmét cserélhettek magyar ellenzékiekkel és közismert művészekkel (Mészöly Miklós, Csurka István, Konrád György, Krassó György, Tamás Gáspár Miklós, Bence György).

## Története
A szervezet Alapító Felhívását 1989. május 19-én tették közzé. Ebben felemelték szavukat a politikai indítékú szabadságvesztés, a bírói döntés nélküli fogvatartás, a kisebbségeket sújtó hatósági diszkrimináció ellen. Kiálltak a küszöbön álló parlamenti választások tisztaságának nemzetközi ellenőrzése, a koncepciós perek teljes körű felülvizsgálata, a Romániából érkező menekültek befogadása mellett. Szolidaritást vállaltak a többi kommunista pártállam üldözötteivel és a határon túli magyar kisebbségekkel, elsősorban a Romániában élőkkel. Az Egyesületet a Fővárosi Bíróság 1989. október 9-én vette nyilvántartásba.
A Helsinki Bizottság alakulása idején sem tartozott egyetlen ellenzéki párthoz, bár tagjai különböző ellenzéki pártok (Fidesz, MDF, Kisgazdapárt, MSZDP, SZDSZ) tagjai voltak.
A rendszerváltás utáni első években gyakorlatilag alvó állapotban volt, majd 1994–95 fordulóján Kőszeg Ferenc élesztette fel, aki deklaratív akciók helyett gyakorlati jogvédelemre helyezte a hangsúlyt. Az egyesület szerveként létrehozták az Emberi Jogi Tanácsadó Irodát, amelyet 2006-ig Somogyi János ügyvéd vezetett. A szervezet első jelentős tényfeltáró és jogvédelmi akciója a kerepestarcsai idegenrendészeti tábor bezáratása volt.
A szervezet életében az 1990-es évek második fele leginkább a rendőri tevékenység, a rendőri fogdák, menekülttáborok ellenőrzéséről, a rendőri bántalmazás sértettjeinek és a menekültek jogvédelméről szólt. Menekültügyi és büntetőjogi jogklinikája (elméleti és gyakorlati képzés egyszerre) bekerült több egyetem órarendjébe.
A 2000-es évek elején a szervezet projektjeiben vizsgálta a védelemhez való jog, valamint a büntetés-végrehajtás gyakorlatát, illetve a romák megkülönböztetését a büntetőeljárásban. Szerepet vállalt a 2006-os zavargások alatti brutális rendőri fellépés kivizsgálásban, illetve a civil sértettek képviseletében.
2010 óta egyre hangsúlyosabban foglalkozik alkotmányjogi, a jogállam egészét érintő általános kérdésekkel.

## Támadások, kritikák
2017. január 11-én  az ATV szerda reggeli műsorában Németh Szilárd, a Fidesz frakcióvezető-helyettese úgy fogalmazott: konkrétan a Társaság a Szabadságjogokért, a Helsinki Bizottság és a Transparency International azok a szervezetek, amelyeket vissza kell szorítani Magyarországon, mert „mindenféle legimitációs részvétel nélkül akarnak beleszólni a nagypolitikába.”
Az Országgyűlés által elfogadott 2017. évi LXXVI. törvény szerint külföldről támogatott szervezetnek minősül.
A szervezet szerint az elmúlt években (2018. őszig) három alkalommal született jogerős ítélet, amely kimondta, hogy a kormánypárt megsértette a Magyar Helsinki Bizottság jó hírét.
2019 novemberében a Kúria ismét elmarasztalta a kormányt, és úgy döntött, hogy a kormánynak 30 napon keresztül a saját honlapján, a Kormany.hu nyitó oldalán kell nyilvánossá tennie, hogy valótlanságot állított a Helsinki Bizottságról a 2017-es nemzeti konzultáció kérdőívében. A kormány az ítéletről azt nyilatkozta, hogy '„tudomásul vette”', de újra megismételte a Helsinki Bizottságot sértegető és rágalmazó állításait.
2018-ban az egykori Figyelő hetilap "Soros-lista"-ként hírhedtté vált cikket jelentetett meg, amelyben közhasznú tevékenységet folytató civil szervezeti aktivistákat, egyetemi oktatókat és egyszerű munkavállalókat „idegen, gonosz hatalmak” zsoldosainak állított be - köztük a Magyar Helsinki Bizottság munkatársait is. A Bizottság személyiségi jogi pert indított a lap kiadója, a Mediaworks Zrt. ellen, amelyet a felperesek a Fővárosi Törvényszéken meg is nyertek 2022-ben. Az ítélet nyomán a kiadónak bocsánatot kellett kérnie és sérelemdíjat fizetnie a sértetteknek személyiségi jogaik megsértése miatt.

## Díjak
- A Calouste Gulbenkian Alapítvány emberi jogi díja (2017)[9]
- A Pro Asyl emberi jogi díja (2018)[10]
- A Norvég Helsinki Bizottság Szaharov-szabadságdíja (2019)[11]
- Az Európai Gazdasági és Szociális Bizottság uniós polgári szolidaritási díja (2021)[12]
- 2018. március 21-én a nemzetközi antirasszista napon a Magyar Ellenállók és Antifasiszták Szövetsége Radnóti Miklós Antirasszista Díjat adományozott a Magyar Helsinki Bizottságnak.[13]
- A Helsinki Bizottságot jelölték az Európa Tanács Parlamenti Közgyűlésének Vaclav Havel-díjára (2018),[14] továbbá a Nobel -békedíjra (2021).[15]

## Fontosabb kiadványai
- Táborlakók. Délszláv menedékesek a debreceni és a nagyatádi menekülttáborokban (1996)
- Előrehozott büntetés. Rendőrségi fogdák – fogvatartottak a rendőrségen (1997)
- Police in Transition (2001)
- Kettős mérce – Börtönviszonyok Magyarországon (2002)
- Kádár András Kristóf: A vétkesség vélelme – Sérelmes bánásmód és védői tevékenység az előzetes letartóztatásban lévő terheltek ellen folyó eljárásokban (2004)
- Mink András: Alperes: Az állam – A Magyar Helsinki Bizottság története (2005)
- Kádár András Kristóf–Tóth Balázs–Vavró István: Védtelenül – Javaslat a magyar kirendelt védői rendszer reformjára (2007)
- Kádár András Kristóf–Körner Júlia–Moldova Zsófia–Tóth Balázs: Szigorúan ellenőrzött iratok – A magyar igazoltatási gyakorlat hatékonyságáról (2008)
- A gyanú árnyékában: Kritikai elemzés a hatékony védelemhez való jog érvényesüléséről (2009)
- Gyulai Gábor: Hontalanság Magyarországon (2010)
- Kádár András Kristóf–Novoszádek Nóra–Selei Adrienn: Ki rendelt itt védőt? – Egy alternatív védőkirendelési modell tesztelésének tapasztalatai (2012)
- Credibility Assessment in Asylum Procedures – A Multidisciplinary Training Manual (2013)
- Utolsók az egyenlők között – Sérülékeny csoportok törvény előtti egyenlősége a büntető igazságszolgáltatásban (2014)
- Fegyelmi eljárások a büntetés-végrehajtásban. A tisztességes eljáráshoz való jog a fogvatartottak elleni fegyelmi eljárásokban (2014)
- Menedékkérők hozzáférése a nemzetközi védelemhez; Magyar Helsinki Bizottság, Bp., 2014
- A méltóság mázsakönyve – A Magyar Helsinki Bizottság emberi jogi kalendáriuma (2021)

## Galéria
- Refreshed alliance beszélgetés (1)